# First Lady der Republik Kongo
First Lady der Republik Kongo (französisch Première Dame de la République du Congo, en.: First Lady of the Republic of the Congo) ist der Titel der Frau des Präsidenten der Republik Kongo. Die gegenwärtige First Lady ist Antoinette Sassou Nguesso, Frau von Denis Sassou Nguesso, welcher die Position seit dem 25. Oktober 1997 innehat.

## First Ladies
| Name                       | Porträt | Amtsantritt       | Amtszeitende      | Präsident               | Anmerkungen |
| -------------------------- | ------- | ----------------- | ----------------- | ----------------------- | --- |
| nicht vergeben             |         | 15. August 1960   | 15. August 1963   | Fulbert Youlou          | Präsident Youlou war katholischer Priester und deshalb unverheiratet. |
| Marie Massamba-Debat       |         | 16. August 1963   | 4. September 1968 | Alphonse Massamba-Débat | geb. ca. 1928; Marie Massamba-Debat war die erste First Lady der Republik Kongo. Sie starb am 13. Oktober 1993 in Nantes, Frankreich.                                         |
| ?                          |         | 5. September 1968 | 1. Januar 1969    | Alfred Raoul            | Alfred Raoul heiratete Émilienne Raoul vor seinem Tod 1999. |
| Clotilde Ngouabi           |         | 1. Januar 1969    | 18. März 1972     | Marien Ngouabi          | Clotilde Ngouabi (geb. Martin), kam aus Walscheid, Frankreich. Sie war Präsident Ngouabis erste Frau. Das Paar heiratete 1962 und hatte zwei Kinder vor ihrer Scheidung 1972. |
| Céline Ngouabi             |         | 31. Dezember 1972 | 18. März 1977     | Marien Ngouabi          | Céline Ngouabi war Präsident Ngouabis zweite Frau. Das Paar heiratete 1972 kurz nach Ngouabis Scheidung von Clotilde.                                                         |
| Marie-Noëlle Yhombi-Opango |         | 24. April 1977    | 5. Februar 1979   | Joachim Yhombi-Opango   | |
| Antoinette Sassou Nguesso  |         | 8. Februar 1979   | 31. August 1992   | Denis Sassou Nguesso    | Erste Amtszeit als First lady |
| Jocelyne Lissouba          |         | 31. August 1992   | 25. August 1997   | Pascal Lissouba         | Lissouba, geb. Marie-Jocelyne Rosdam, ein Französin |
| Antoinette Sassou Nguesso  |         | 31. August 1997   |                   | Denis Sassou Nguesso    | |